# كلشيفته فراهاني
گلشيفته فراهاني (مواليد 10 يونيو 1983 م) ممثلة ومغنية إيرانية وهي ابنة المخرج والممثل الإيراني بهزاد فراهاني، وشقيقتها الممثلة شقايق فراهاني.

## مسيرتها
بدأت غلشيفته فراهاني دراسة الموسيقى والعزف على البيانو في سن الخامسة. وفي سن 12 دخلت مدرسة الموسيقى في طهران.
في سن 14 مثلت في فيلم «شجرة الإِجَّاص» (بالفارسية: درخت گلابي) من إخراج داريوش مهرجوئي، وهو الدور الذي حازت فيه على جائزة أحسن ممثلة من مهرجان فجر السينمائي في إيران. كما فازت بجائزة بمهرجان سان سيباستيان السينمائي العام 2006 عن دورها في فيلم «نصف القمر» Half Moon للمخرج الإيراني باهمان جوباديوهو ماجعلها تظل في إيران رافضة الذهاب إلى معهد الكونسرفاتوار الموسيقي في فيينا.[بحاجة لمصدر] ومنذ ذاك الحين قامت بالتمثيل في مايقارب من 18 فيلما. حازت على جائزة من مهرجان القارات الثلاث في نانت بفرنسا.
سنة 2009 لعبت دور زبيدة في فيلم بخصوص ايلي للمخرج فرهادي أصغر. تم اختيار الفيلم في مهرجان تريبيكا السينمائي وحصل على الدب الفضي في مهرجان برلين السينمائي. تعيش الآن في باريس بفرنسا مع زوجها امين مهدوي.

### منعها من مغادرة البلاد

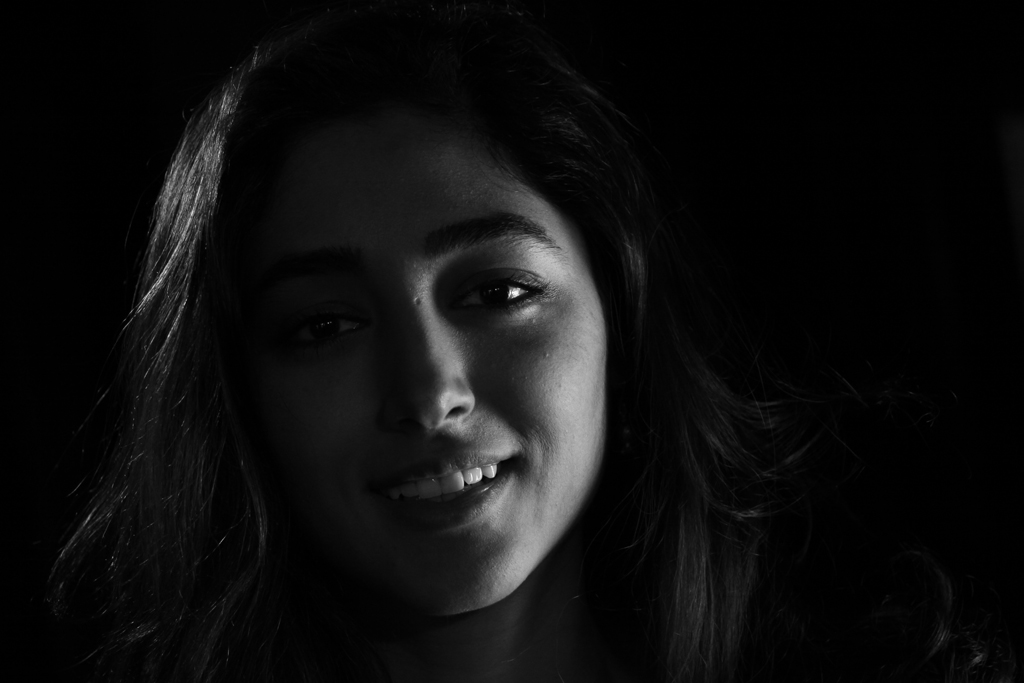
غلشیفته فراهاني

سنة 2008 شاركت في فيلم كتلة أكاذيب Body of Lies الذي يقوم ببطولته ليوناردو دي كابريو وراسل كرو، والذي تدور قصته حول عميل استخبارات أمريكية يتوجه إلى الأردن للقبض على إرهابي فار. تلك المشاركة جعلت السلطات الإيرانية تمنعها من مغادرة إيران، حيث ذكرت وكالة الأنباء الإيرانية الرسمية (إيرنا) «أنه يتعين على نجوم السينما الإيرانية أن يحصلوا على إذن من وزارة الثقافة والإرشاد الإسلامي قبل ظهورهم في أفلام أجنبية». والسبب في قرار منع غلشيفته من السفر هو عدم ارتدائها الحجاب الذي تفرضه السلطات الإيرانية على مواطناتها، أثناء تمثيلها الفيلم. بعد فترة قصيرة ذكرت بعض الوسائط الاعلامية أن الفنانة فراهاني غادر إيران إلى أمريكا. أعلن وزارة الثقافة والإرشاد الإسلامي الذي يقوم برقابة الأفلام بأنه لايقوم بمنع الأفراد على المغادرة ورغم هذا تلقت غلشيفته فراهاني إنذار من جانب وزارة الثقافة. المخرج لفيلم كتلة أكاذيب ريدلي سكوت بعدما عَلم احتمالية إثارة المشاكل لفراهاني بتمثيل في فيلم كتلة أكاذيب حاول بتغيير سيناريو الفيلم لأن لا يكون على فراهاني حرج بعد تمثيلها في هذا الفيلم.
في تاريخ 7 أكتوبر 2008م، قالت غلشيفته فراهاني في مقابلة مع جريدة أمركية «ديلي نيوز»: «أثار لي هذا الفيلم مشاكل عديدة، وصودرت جواز السفر خاصتي وتعرضتُ إلى عملية استجواب من قبل وزارة الاستخبارات والأمن القومي لجمهورية إيران الإسلامية عدة مرات. وأخيراً قاضي قال: يجب علي أن أشاهد الفيلم أولا وثم أنا أصدر حكم قضائي الأخير.»

### التعري
نُشرت لها صور عارية على غلاف مجلة مدام فيغارو التابعة لجريدة لو فيجارو الفرنسية. وعلى اثر ذلك مُنعت غلشيفته فراهاني من دخول الأراضى الإيرانية بعد أن تلقت اتصالا من الحكومة الإيرانية، حسب زعمها، مفاده بأنه لم يعد مُرحب بها في إيران مرة أخرى، وعليها ألاّ تفكر في العودة إلى إيران. وبررت الممثلة فعلها «احتجاجاً على التقاليد الإسلامية المُقيدة التي تتبعها صناعة السينما الإيرانية في ظل السياسات الثقافية المُحافظة تحت قيادة محمود أحمدى نجاد».

## رش مادة الأسيد على ظهرها
قالت غلشيفته فراهاني: 

## قائمة أفلام
| السنة | الفيلم/المسلسل                                            | الدور      | ملاحظات                                                                     |
| ----- | --------------------------------------------------------- | ---------- | --------------------------------------------------------------------------- |
| 1997  | شجرة الإِجَّاص                                               | مِيمْ        |                                                                             |
| 2000  | هفت پرده (سبع ستائر)                                      | فِرِشْتِهْ      |                                                                             |
| 2001  | زَمَانِه (الدهر)                                             | زمانه      |                                                                             |
| 2002  | جاي ديگر (الحياة مكان آخر)                                | رَهَا        |                                                                             |
| 2003  | ملكتين                                                    | آذر        |                                                                             |
| 2003  | بوتيك                                                     | إتي        |                                                                             |
| 2004  | اَشْكِ سَرْمَا (دمع البرد)                                      | رُونَاكْ      |                                                                             |
| 2004  | بابا عزيز                                                 | نور        |                                                                             |
| 2005  | مَاهِي هَا عَاشِقْ مِي شَوَنْدْ (الأسماك تعشق)                       | تُوكَا       |                                                                             |
| 2005  | بِهْ نَامِ پِدَرْ (باسم الأب)                                    | حَبِيبِهْ      |                                                                             |
| 2006  | گِيسِهْ بُرِيدِهْ                                                | مريم       |                                                                             |
| 2006  | نيوه مانگ (نصف القمر)                                     | نيوه مانگ  |                                                                             |
| 2007  | ميم مثل مادر (ميم مثل ماما)                               | صديقه      |                                                                             |
| 2007  | لكل سينماه (الفيلم القصير)                                |            |                                                                             |
| 2007  | سنتوري                                                    | هانية      |                                                                             |
| 2008  | شيرين                                                     | نفسها      |                                                                             |
| 2008  | هَمِيشِهْ پَايِ يِكْ زَنْ دَرْ مِيَانْ أستْ (دائما هناك مرأة خلف الموضوع) | مريم       |                                                                             |
| 2008  | ديوار (الجدار)                                            | سِتَارِهْ      |                                                                             |
| 2008  | كتلة أكاذيب                                               | عايشة      | من إخراج ريدلي سكوت، مع ليوناردو دي كابريو وراسل كرو                        |
| 2009  | بخصوص إيلي (دَرْبَارِهْ إلِي)                                   | سِپيدِهْ      | الدب الفضي لأفض مخرج                                                        |
| 2010  | Si Tu Meurs, Je Te Tue (إذا تموت سأقتلك)                  | سيبا       | من إخراج هنر سليم مع جوناثان زكاي                                           |
| 2011  | مكان فيه تنين                                             | ليلي       | من إخراج رولاند جوفي مع تشارلي كوكس وويس بنتلي ودوجراي سكوت وأولجا كوريلنكو |
| 2011  | طعام الدجاج بالخوخ (Poulet Aux Prunes)                    | إيران      | من إخراج مرجان سترابي مع ماتيو أمالريك وايزابيلا روسيليني                   |
| 2012  | تماما مثل إمرآة                                           | مونا       | من إخراج رشيد بوشارب مع سينا ميلير                                          |
| 2012  | حجر الصبر                                                 |            | من إخراج عتيق رحيمي                                                         |
| 2013  | أرضي بفلفلها الحلو                                        | جومد       | من إخراج هنر سليم                                                           |
| 2014  | الجنة                                                     |            | من إخراج ميا هانسين-لووه                                                    |
| 2014  | خروج: الآلهة والملوك                                      | نفرتاري    | من إخراج ريدلي سكوت                                                         |
| 2014  | ماء الورد                                                 | مريم بَهَارِي | من إخراج جون ستيوارت                                                        |
| 2015  | صديقان                                                    | مونا       | من إخراج لويي جرل                                                           |
| 2017  | قراصنة الكاريبي 5                                         |            |                                                                             |

## وصلات خارجية
- الموقع الرسمي
- كلشيفته فراهاني على موقع IMDb (الإنجليزية)
- كلشيفته فراهاني على موقع روتن توميتوز (الإنجليزية)
- كلشيفته فراهاني على موقع مونزينجر (الألمانية)
- كلشيفته فراهاني على موقع قاعدة بيانات الأفلام العربية
- كلشيفته فراهاني على موقع ألو سيني (الفرنسية)
- كلشيفته فراهاني على موقع ميوزك برينز (الإنجليزية)
- كلشيفته فراهاني على موقع أول موفي (الإنجليزية)
- كلشيفته فراهاني على موقع قاعدة بيانات الأفلام السويدية (السويدية)
- كلشيفته فراهاني على موقع ديسكوغز (الإنجليزية)
- كلشيفته فراهاني على موقع قاعدة بيانات الفيلم (الإنجليزية)